# PlayerUnknown’s Battlegrounds
A PlayerUnknown’s Battlegrounds (röviden: PUBG) egy többjátékos módú battle royale játék, amelyet Brendan Greene tervezett és a PUBG Studios fejleszt. A játék 2017. március 23-án jelent meg korai hozzáférésű játékként a Steamen, majd 2017. december 21-én került ki az 1.0-s verziója.

## Játékmenet
A játék Többjátékos módban játszható. Először egy repülőgépből kiugorva le kell ejtőernyőznünk a szigetre, ahol földetérés után fegyvereket, páncélokat és hátizsákot kell találni, majd meg kell küzdeni a többi játékossal. A szigeten van egy kör, ami még jobban közelebb keríti a játékosokat egymáshoz. A kört egy másik kék kör követi amiben a játékos folyamatosan sebződik, minél kisebb a kör annál jobban, a kék és a fehér kör között még ártatlan (sértetlen) a játékos. Az győz aki utolsónak marad talpon a szigeten. Emellett vezethetünk autókat, motorokat és hajókat, amikkel utazhatunk egyik helyről a másikra.

Jelenet a játékból

### Játékmódok
- Solo: Egyedül játszani más egyedüli játékosok ellen
- Duo: Egy csapattárssal harcolni ketten a többi páros ellen
- Squad: Négy játékos együtt a többi, ugyanekkora csapat ellen
- 3 Man Squad: Három játékos játszik négy, vagy másik három ellen
- 1 Man Squad: Egyedül a négytagú csapatok ellen
- Custom Match: Beállíthatjuk, hogy mennyi ember legyen az elején maximum és az időjárás is szabályozható.
- Zombie Mode: Emberek a zombik ellen
- E-sport Mode: Ezt a módot bajnokságokon szokták használni.
- War Mode: Ebben a játékmódban csak az emberek ölésén van a hangsúly. Lehetünk egyedül, de csapatban is játszhatunk.

#### Pályák a játékban
- Erangel: Egy elhagyatott 8x8 km-es pálya, ami egy kitalált sziget a Fekete-tengeren. Erangel az 1950-es évektől fogva szovjet erők uralma alatt volt. Katonai vizsgálati létesítménynek használták, amely megmagyarázza a katonai bázist, valamint a kórházi és raktárhelyiségeket. Egy helyi ellenállási mozgalom harcolni kezdett a sziget visszaszerzéséért, azonban a sziget végül elhagyatottá vált. Az elektromos teret, amely a pusztítást okozza a szigeten, olyan villamos sugárzók táplálják, amelyeket olyan városok lakosságának elpusztítására használtak, ahol a szovjet erők elleni lázadás jelei voltak megfigyelhetőek.
- Miramar: Egy sivatagi pálya, ami városban foglal helyet. Megtalálhatóak nyomornegyedek a pályán, kanyon is, amit folyó szel át, és falvak is.
- Sanhok: Egy kisebb, 4x4 km területű pálya, leginkább sűrű dzsungelek töltik ki.[2]
- Vikendi: Egy 6x6 km-es pálya, ami egy havas területen játszódik.[3] Ez az egyetlen olyan pálya, amelyen éjszaka is előfordul.
- Karakin: 2x2 km-es sziget Észak-Afrika partjainál. Karakin az első térkép, ahol a BATTLEGROUNDS megvalósította a Fekete Zónát , ahol az elrendezés minden mérkőzésen változik.

## Fejlesztés
Brendan Greene (A játék tervezője) mindig is akart egy Battle royale műfajú videójátékot. Az ötlete az volt, hogy néhány játékost ledobnak egy szigetre, ahol fegyverek és egyéb tárgyak segítségével meg kell ölniük egymást és az nyer, aki a végén életben marad. Az inspirációt valószínűleg a japán Battle Royale című könyv, valamint a sokkal népszerűbb, de hasonló témát feldolgozó Az éhezők viadala adhatta. Eközben Dél-Koreában a Bluehole játékfejlesztő cég vezetője szintén szeretett volna valami újdonságot kihozni, ezért meghívta Greene-t. A találkozón nagyon gyorsan kiderült, hogy elképzeléseik nagyon hasonlóak és úgy döntöttek, hogy egy teljesen új játékot dobnak piacra közösen, ami így lett a PlayerUnknown's Battlegrounds. A játékot az Unreal Engine 4  motorral csinálták. A játékban lévő épületek, és házakat úgy csinálták meg, hogy a pályák elkészítése előtt egy túrára megy a csapat és felfedezi a tájakat, majd ezek alapján modellezik le a pályákat és ezek alapján kerülnek bele bizonyos részletek. 2016 elején el is kezdődtek a munkálatok, és 2017 márciusban egy 30 dolláros "korai hozzáférés" keretében már ki lehetett próbálni. Annak ellenére, hogy rengeteg hiba volt a játékban, azonnal a toplisták élére ugrott. A játékosokat lenyűgözte a PUBG egyszerűsége és realizmusa. A PUBG-ból azóta 13 millió példányt adtak el számítógépre. Eddig olyan komoly neveket előzött meg eladásban mint a GTA, vagy a Dota 2. Nem sokkal később a Steamen is az első helyezett lett, és összesen 3 millióan játszottak vele. A játék népszerűsége újdonságának, valamint annak köszönhető, hogy megjelenésekor nem volt alternatívája.

## Megjelenések
A játék népszerűsége miatt több platformon is megjelent: először Windows-on, utána Xbox One-on, majd mobiltelefonon, utóbbi változatot nem a Krafton, hanem a Tencent Games készítette. A játék PlayStation 4-re is megjelent, bár először a Sony elutasította az ajánlatot arra hivatkozván, hogy kész játékokat adnak csak ki. A megjelenése 2018. december 7-én debütált. 2019. januárjában a PC változatához készült egy ingyenes, gyengébb gépeken is jobban futó változat PUBG Lite néven. Először Thaiföldi szervereken ment, majd 2019. október 10-én már Európai szervereken is megjelent. 

## Cenzúra
A játék Kínában megjelent, kínai nyelvű változatában a készítők vörös helyett zöldre színezték a vért, hogy ezáltal feleljenek meg a túlzott erőszakosságtól tartó kínai hatóságok előírásainak.

## Fegyverek a játékban

### Gépkarabélyok (AR)
- QBZ
- AKM
- Scar-L
- M416
- Beryl M762
- AUG A3
- Groza
- G36C

### Semi/Burst fegyverek
- Mk47 Mutant
- M16A4

### Sörétesek
- S12K
- DBS
- S1897
- S686
- Sawed Off

### Mesterlövész puskák (SR)
- AWM
- M24
- Kar98k
- Mosin Nagant
- AMR

### 'Kijelölt mesterlövész puskák'  (DMR)
- MK 14 EBR (Enached Battle Rifle) https://en.wikipedia.org/wiki/Mk_14_Enhanced_Battle_Rifle
- Mini 14
- SKS
- VSS Vintorez
- SLR
- QBU

### Géppisztolyok
- Micro UZI
- Vector
- Tommy Gun
- UMP45
- PP-19 bizon
- MP5K

### Könnyű gépfegyverek
- DP-28
- M249
- MG3-Light-Machine Gun

### Egyéb
- Winchester model 1894 (Win94)
- Nyílpuska

### Pisztolyok
- FlareGun
- P18C
- P92
- R45
- P1911
- R1895
- Skorpion
- Deser Eagle (Deagle)

### Gránátok
- Stun Grenade
- Frag Grenade
- Molotov-koktél
- Füstgránát

## Fogadtatás
A Metacritic-en 86%-os minősítést kapott, míg a játékosok kritizálták a játékot az optimalizálatlanság és a hibák miatt.

## Fordítás
Ez a szócikk részben vagy egészben  a   PlayerUnknown's Battlegrounds című angol Wikipédia-szócikk fordításán alapul.  Az eredeti cikk szerkesztőit annak laptörténete sorolja fel. Ez a jelzés csupán a megfogalmazás eredetét és a szerzői jogokat jelzi, nem szolgál a cikkben szereplő információk forrásmegjelöléseként.